# Lisbjerg Kirke
Lisbjerg Kirke er en middelalderlig kirke i satellitbyen Lisbjerg nord for Aarhus.
Koret og skibet er romansk, opført i frådsten og kamp. Tårnet og våbenhuset er fra senmiddelalderen, opført i munkesten. I kirken var indtil 1867 et forgyldt alter, der er dendrokronologisk dateret til 1135 og som nu kan ses på Nationalmuseet. I våbenhusets vestside er der indmuret en sten med fordybninger i – de såkaldte skålgruber, der er et hedensk frugtbarhedssymbol der stammer fra bronzealderen.

## Udgravninger
Udgravninger i 1989 og i 1994 viste, at kirken dels er opført over en ældre trækirke, dels er bygget på gårdspladsen på en stormandsgård fra den sene vikingetid. Gården har været omgivet af et rektangulært, kraftigt palisadeværk. Trækirken har haft kalkpudsede vidjevægge, der har været dekoreret med kalkmalerier. Trækirken synes at være opført på et sted, hvor der før har ligget en større træbygning hørende til gården.

## Senere historie
1477 erhvervede Århus biskop Jens Iversen Lange (-1482) ved mageskifte med bispestolen Lisbjerg "kirke og sogn", som han derefter inkorporerede i det af ham stiftede vikarie. Til vederlag for kirken fik bispestolen seks gårde, af hvilke der bl.a. svaredes 27 ørte korn. De store afgifter viser, at bispestolen afstod andre indkomster af kirke og sogn end dem, der tilfaldt den, som havde kirken i forsvar. Jævnfør hermed, at da Langes senere arving, landsdommer i Nørrejylland Erik Skram (Fasti) (-1568) til Hastrup, 1567 havde fået vikariets gods overladt, blev der gjort ham hinder på bl.a. kirkens og kronens (før Reformationen biskoppens) parter af tienden af Lisbjerg sogn, skønt disse hørte med til vikariets besiddelser. Året efter fik hans børn og arvinger imidlertid kongens brev på, at de måtte beholde disse rettigheder til evig tid. Hvis retten til at oppebære kirketienden hørte med til vikariet og var skænket dette af Iversen Lange, som havde erhvervet den fra bispestolen, har Lisbjerg kirke været en biskoppelig patronatskirke, og patro-natsretten har også omfattet retten til at modtage kirkens øvrige indtægter. 1649 tilhørte Lisbjerg kirke ovennævnte Erik Skrams oldebarn, Marie Below (1586-1651) og 1652 afstod hendes arvinger kirken til Ide Daa (1622-1668), der var enke efter Marie Belows søn, Christian Holck (1612-1644) til Lyngbygård. Samme år ægtede Ide Daa Christian Urne (1626-1667) til Alslev og Marsvinsholm, der afhændede kirken til Gunde Rosenkrantz (1604 -1675). Af Viborg landstings skøde-og pantebøger fremgår, at denne 1656 pantsatte Lisbjerg kirke og andet gods til den hidtidige ejer, Christian Urne. Året efter mageskiftede Gunde Rosenkrantz kirken til præbendet Hørning, men mageskiftet blev tilbagekaldt, formodentlig fordi Gunde Rosenkrantz ikke havde betalt sin gæld til panthaveren Christian Urne. 1672 tilhørte kirken dennes bror Axel Urne (1640-1677), som ved skøde af 8. juni samme år solgte den til Mathias Broberg (1629-1681) til Sjelleskovgård, søn af Århus købmand og borgmester Rasmus Nielsen "Skriver" (-1653). Hans søn og to af hans arvinger afstod ved skøde af 25. oktober 1703 deres anparter af kirken til hans svigersøn landsdommer i Nørrejylland Thøger Reenberg (1656-1742) til Ristrup. Lisbjerg kirke fulgte derefter Ristrup frem til 1801, da konferensråd Peder Wormskjold afstod kaldsretten til kongen. Peder Wormskjold var gift med Mette de Teilman, datter af Reenbergs dattersøn, Morten de Teilman, der havde overtaget Ristrup efter sin onkel Frederik Reenberg. På auktion 24. februar 1807 solgtes kirken til en borger i Århus, som videresolgte den til sognets beboere. 1. januar 1914 overgik kirken til egentlig selveje, og 1962 blev sognet indlemmet i Århus købstad.